# Église Sainte-Marie d'Anglet
L'église Sainte-Marie d'Anglet est une église catholique située à Anglet dans les Pyrénées-Atlantiques.
Elle est l'œuvre des architectes Pierre Fonterme [1895-1985] qui en a dessiné les plans et Charles Hébrard [1895-1941] qui a conduit le chantier. Elle dépend du diocèse de Bayonne (à qui elle appartient) et de la paroisse Louis-Édouard Cestac qui regroupe les anciennes paroisses Sainte-Marie d'Anglet, Saint-Joseph d'Anglet et Saint-Michel d'Anglet. Elle est inscrite au titre des monuments historiques depuis 2014.

## Histoire

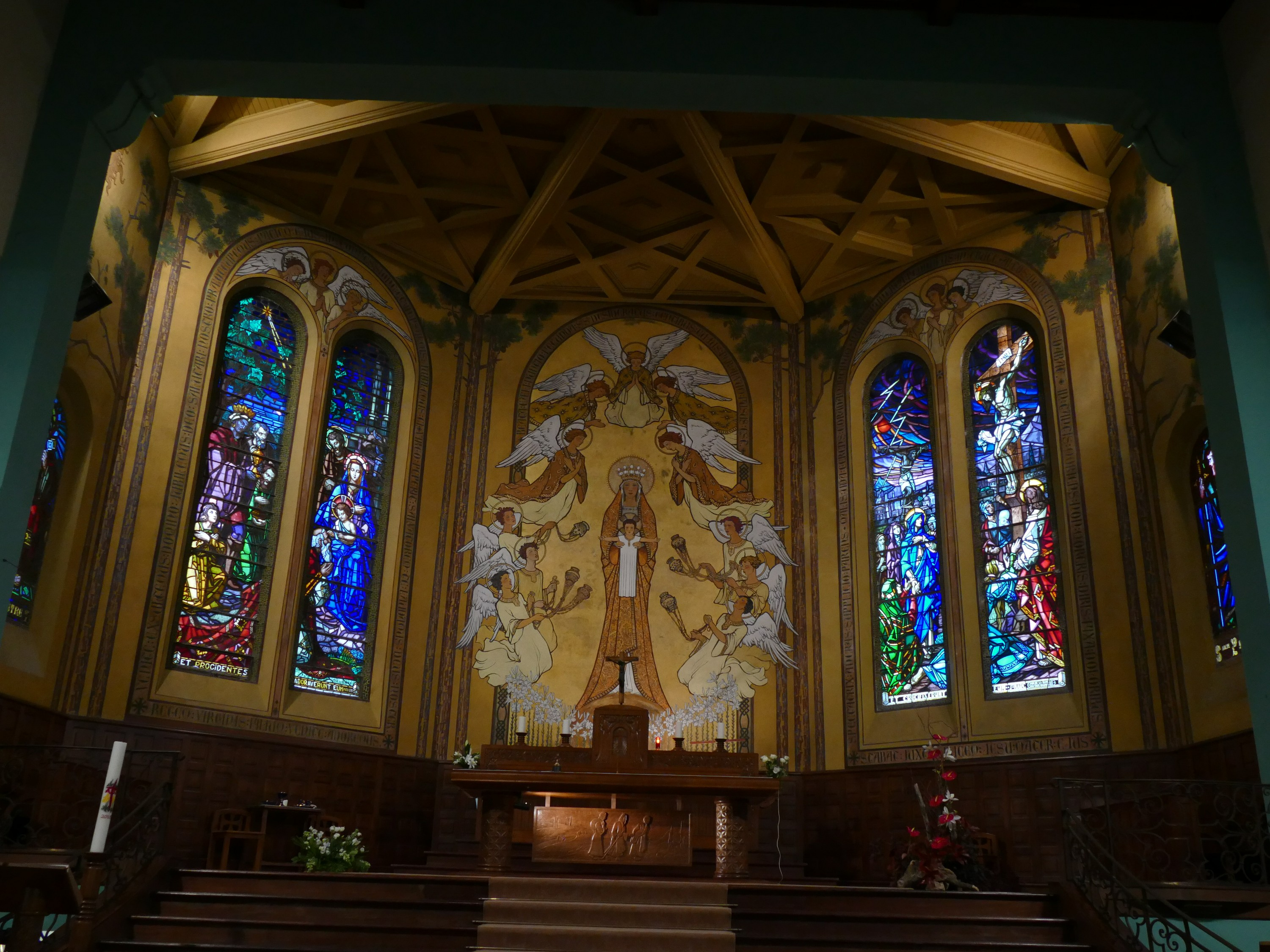
Fresques et vitraux du chœur.

Au XIXe siècle, le quartier des « Mailhouns » ne comprend qu'un hameau de quelques maisons de pêcheurs, de paysans ou d'ouvriers travaillant à Bayonne, le reste n'est que dunes avec des vignes espacées, puis des pins jusqu'au lac de Chiberta. Une première chapelle est érigée en 1867 sur un terrain en haut de la falaise de la Chambre d'Amour offert par Mme Cazères, née Lecaé, pour la messe du dimanche. Elle dépend de  la paroisse Saint-Jean d'Anglet. Des processions y ont lieu aux Rogations. Le quartier de la Chambre d'Amour commence à se construire au début du XXe siècle, si bien que Mgr Gieure décide d'ériger une nouvelle paroisse et la chapelle devient église paroissiale en 1921, avec l'abbé Rouquette comme premier curé. La paroisse est délimitée à l'ouest par les plages de l'océan, au sud par la commune de Biarritz, à l'est par la ligne du tramway BAB (Bayonne-Anglet-Biarritz) et au nord par la route de la Barre et le chemin de Chiberta.
La chapelle devenue trop petite, le deuxième curé, le chanoine Maurice Sabès, décide de la construction sur un nouveau terrain beaucoup plus au nord (à la limite des Cinq-Cantons) d'une nouvelle église (construite par Charles Hébrard) qu'il veut aussi grande que celle de Saint-Léon. La première pierre est bénie le 28 septembre 1930 par Mgr Gieure et la dédicace a lieu le 11 septembre 1932. L'ancienne chapelle de la Chambre d'Amour est démolie en 1946 pour agrandir la route. La croix de la chapelle est érigée à son ancien emplacement (derrière le rond-point).

## Description

### Intérieur

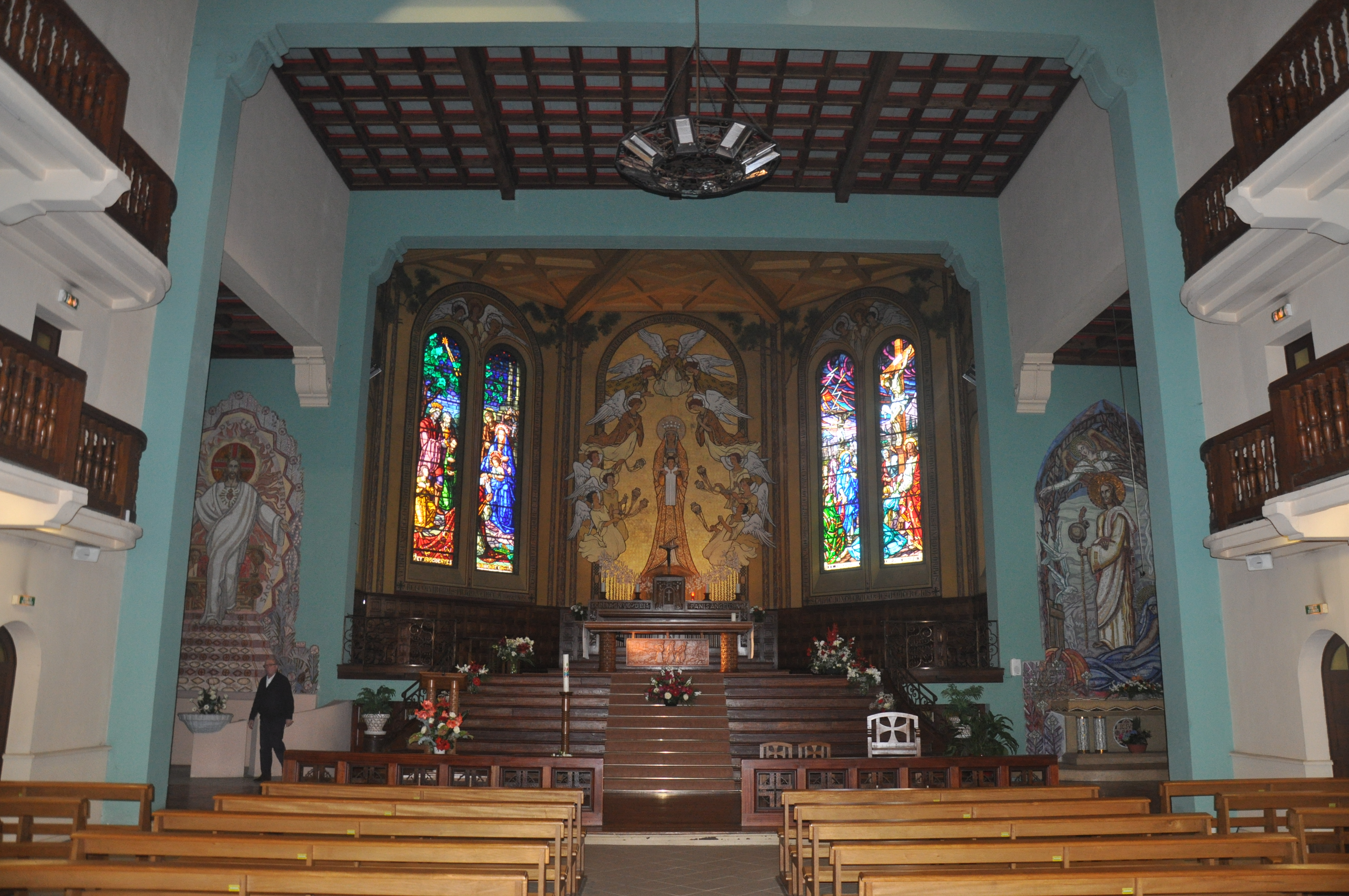
Chœur de l'église.

L'intérieur de l'église est en style basque labourdin à la mode Art déco avec deux rangées de tribunes de chaque côté et en contre-façade. En effet à l'époque (jusque dans les années 1970), les hommes devaient s'asseoir en haut dans les tribunes et les femmes (et quelques hommes âgés) avec les petits enfants en bas.
Le maître-autel très surélevé est un chef-d'œuvre de menuiserie locale. Une maquette de morutier pend de la voûte en ex-voto, portant l'inscription Jeune Française - Saint-Pierre-et-Miquelon, 1906. Les fresques du chœur sont l'œuvre de Berthe Grimard, et représentent la Vierge en majesté présentant l'Enfant Jésus entouré de onze anges sur fond doré à la feuille d'or avec des lys et formant comme une couronne ; des anges se trouvent aussi au-dessus des vitraux du chœur. On remarque deux mosaïques dans le transept représentant l'une à gauche le Sacré-Cœur (Mauméjean, 1938) et l'autre à droite la fuite en Égypte (Mauméjean, 1938).
L'église possède un tableau remarquable placé dans l'oratoire et datant de 1559 provenant de l'ancien séminaire de Bayonne confisqué par la Troisième République. Il représente une Vierge à l'Enfant ou selon certains experts le mariage mystique de sainte Catherine. En effet, l'Enfant Jésus s'accrochant à la manche de sa Mère se penche pour tremper une plume dans l'encrier que lui présente un personnage en rouge, comme s'il s'agissait d'un acte de mariage. Des personnages sont visibles au fond. Ce tableau est de l'école de Raphaël.
Les vitraux datent des années 1930-1940, comme celui de Jeanne d'Arc (1940) et de sainte Thérèse de l'Enfant-Jésus (1940). Ceux du chœur représentent côté évangile : l'Adoration des mages,  l'étoile de Bethléem, saint Pierre et ses clefs ; côté épître : la Crucifixion, saint Paul. Au deuxième étage ce sont à gauche : sainte Élisabeth de Hongrie, saint François Xavier, saint Martin, saint Maurice (patron du constructeur, le chanoine Sabès); et à droite : saint Antoine à qui Jésus apparaît, saint Louis rapportant la sainte Couronne d'épines, le curé d'Ars, sainte Marguerite-Marie, sainte Cécile (patronne des musiciens) près de l'orgue, et derrière l'orgue saint Michel terrassant le démon. Les vitraux du premier étage représentent des blasons et des symboles des béatitudes.
L'orgue Mutin-Cavaillé-Coll de deux claviers et vingt-et-un jeux a été racheté par l'abbé Paul Iriart, curé de Gabat, lorsque l'ancien séminaire de Bayonne a été confisqué par la Troisième République et il l'offre à la paroisse Sainte-Marie d'Anglet en 1914. Il est agrandi par la suite, puis légèrement modifié en 1975. Son buffet est en chêne.

### Dimensions

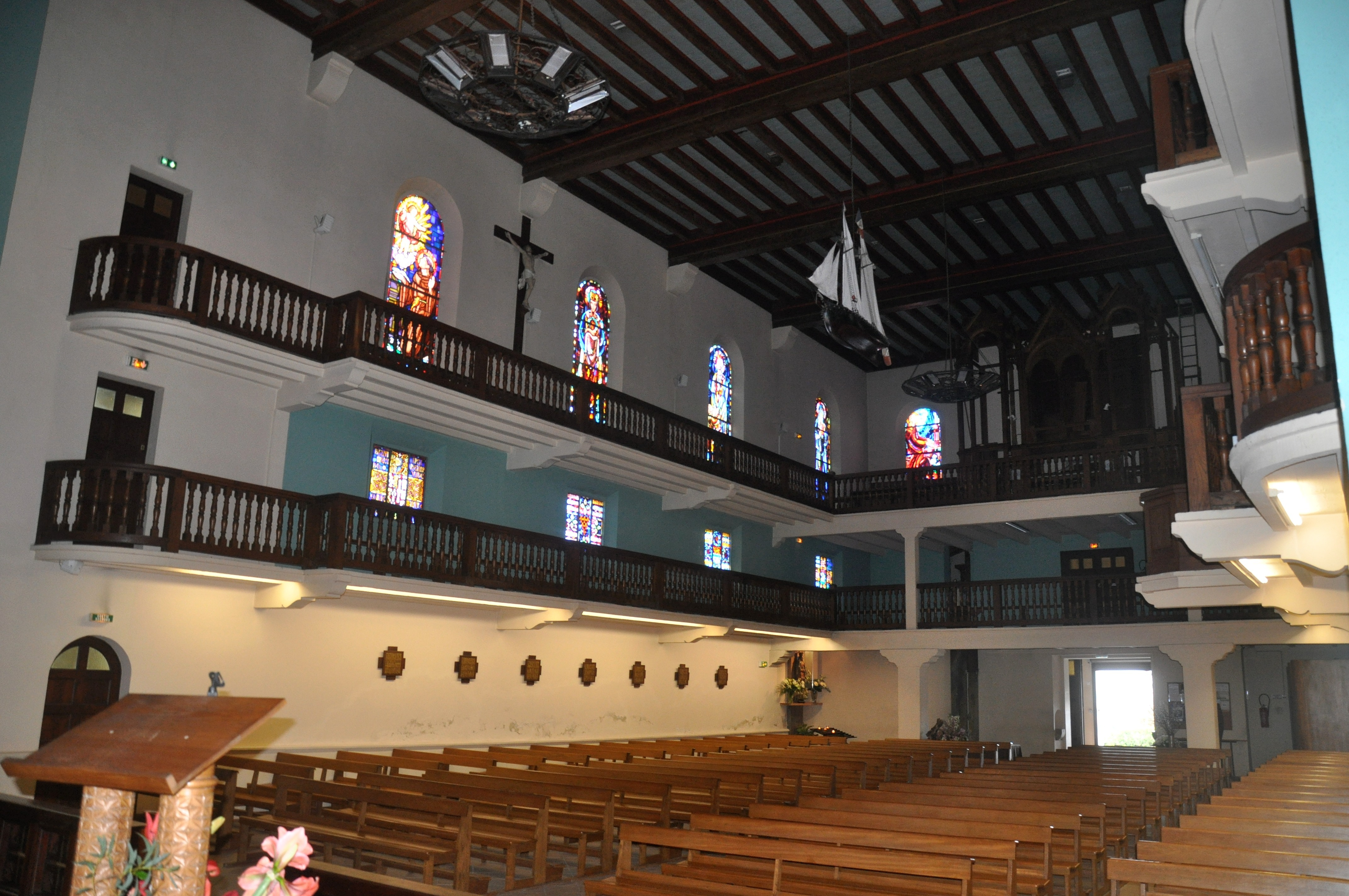
Vue des tribunes du côté nord.

L'église Sainte-Marie bâtie en pierre mesure 12 mètres de largeur avec une nef de 21,35 mètres de  longueur et un chœur de 13 mètres avec des pièces maîtresses en béton armé à contrefort. Elle est coiffée d'un pignon triangulaire à la mode labourdine servant de clocher à deux cloches (Marie-Claire et Joseph).